# The Best of Jethro Tull - The Anniversary Collection
The Best of Jethro Tull - The Anniversary Collection is een verzamelalbum van de Britse progressieve-rockband Jethro Tull, uitgebracht in 1993.

## Geschiedenis
De 25e verjaardag van de band werd al gevierd door de uitgave van de 25th Anniversary Box Set en de VHS-video A New Day Yesterday, maar omdat die cd-box een dure beperkte oplage was, werd dit album uitgebracht om een breder publiek te bedienen.
Bevat de cd-box alleen nummers die niet eerder waren uitgebracht (althans in die vorm; vaak live of als remix), dit dubbelalbum is meer een reguliere uitgave van hoogtepunten. Er was gekozen voor een dubbelalbum omdat het repertoire van de band zo gigantisch is dat simpelweg amper een enkele cd valt samen te stellen. De nummers staan in volgorde van oorspronkelijke opnamedatum op de cd's (van A Song for Jeffrey uit 1968 tot This Is Not Love uit 1991).
Nu is het album niet meer te verkrijgen.

## Nummers
1. A Song for Jeffrey
2. Beggar's Farm
3. A Christmas Song
4. A New Day Yesterday
5. Bourée
6. Nothing Is Easy
7. Living in the Past
8. To Cry You a Song
9. Teacher
10. Sweet Dream
11. Cross-Eyed Mary
12. Mother Goose
13. Aqualung
14. Locomotive Breath
15. Life Is a Long Song
16. Thick as a Brick (extract)
17. A Passion Play (extract)
18. Skating Away on the Thin Ice of the New Day
19. Bungle in the Jungle
20. Minstrel in the Gallery
21. Too Old to Rock 'n' Roll: Too Young to Die!
22. Songs from the Wood
23. Jack-in-the-Green
24. The Whistler
25. Heavy Horses
26. Dun Ringill
27. Flyingdale Flyer
28. Jack-a-Lynn
29. Pussy Willow
30. Broadsword
31. Under Wraps #2
32. Steel Monkey
33. Farm on the Freeway
34. Jump Start
35. Kissing Willie
36. This Is Not Love